# Novel·la curta

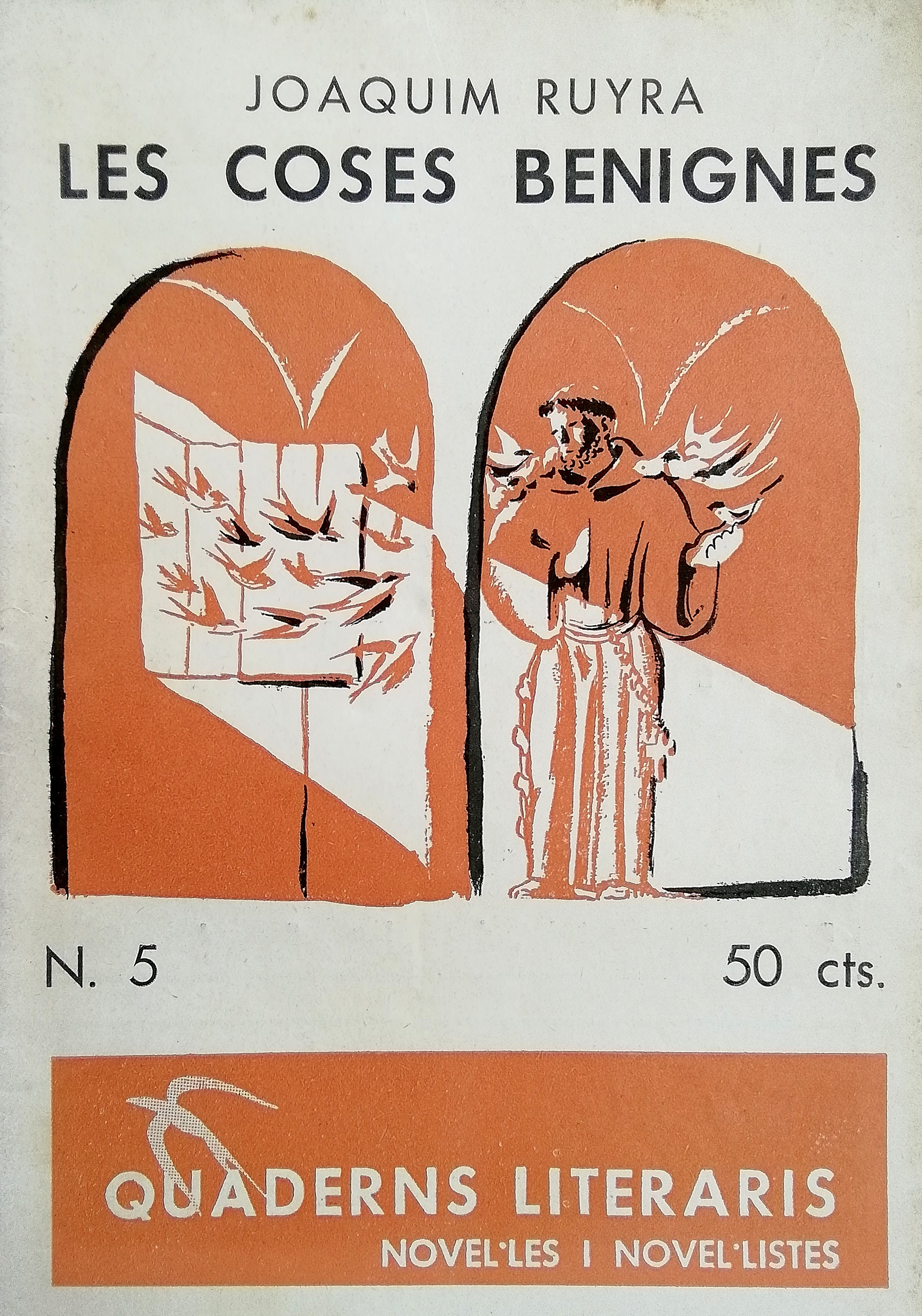
Les Coses Benignes de Joaquim Ruyra, és un bon exemple de novel·la curta. A la imatge, un exemplar publicat l'any 1934 dins la col·lecció Quaderns Literaris

Una novel·la curta o nouvelle és una narració de menor extensió que una novel·la i amb una trama menys desenvolupada i amb menys personatges però sense arribar a l'economia de recursos narratius pròpia del conte. A Anglaterra se l'anomena novella o bé short novel.
El seu antecedent és el relat breu medieval.
Julio Cortázar la defineix com un «gènere a cavall entre el conte i la novel·la».
En italià, la paraula novella feia referència a un relat més breu que el romanç (en francès roman, equival l'actual novel·la en català). A la llengua catalana es va començar a utilitzar la paraula en el sentit italià; així mateix, però, amb el pas del temps la paraula novel·la ha passat a designar tots aquells relats que tenen una extensió considerablement major a la del conte. Amb la qual cosa ha acabat essent necessari destriar entre novel·la i novel·la curta.
Pel que fa al nombre de paraules, la novel·la curta acostuma a situar-se entre els trenta mil i cinquanta mil mots., tot i així això és més una referència que no pas cap regla fixa i pot variar perfectament.